# Impasse du Docteur-Jacques-Bertillon
Impasse du Docteur-Jacques-Bertillon är en återvändsgata i Quartier des Champs-Élysées i Paris åttonde arrondissement. Gatan är uppkallad efter den franske statistikern och demografen Jacques Bertillon (1851–1922). Impasse du Docteur-Jacques-Bertillon börjar vid Avenue Pierre-Ier-de-Serbie 32.

## Omgivningar
- Saint-Pierre-de-Chaillot
- Place de la Reine-Astrid
- Square Thomas-Jefferson

## Bilder
| - Gatuskylt. - Place de la Reine-Astrid. - Square Thomas-Jefferson. |

## Kommunikationer
- Tunnelbana – linje  – Alma – Marceau
- Busshållplats Marceau – Pierre 1er de Serbie – Place de Beyrouth – Paris bussnät

### Webbkällor
- ”Impasse du Docteur-Jacques-Bertillon”. Mairie de Paris. https://web.archive.org/web/20160303204458/http://www.v2asp.paris.fr/commun/v2asp/v2/nomenclature_voies/Voieactu/2865.nom.htm. Läst 23 augusti 2023.
- ”Impasse du Docteur-Jacques-Bertillon (8ème arrondissement)”. Les rues de Paris. https://web.archive.org/web/20190809205042/http://www.parisrues.com/rues08/paris-08-impasse-du-docteur-jacques-bertillon.html. Läst 23 augusti 2023.